# Županovice (Jindřichův Hradec-i járás)
Županovice község Csehországban, a Jindřichův Hradec-i járásban. Županovice Dešná, Písečné és Raabs an der Thaya településekkel határos. Lakosainak száma 50 fő (2024. január 1.).

## Népesség
A település lakosságának változását az alábbi diagram mutatja:
| Lakosok száma | 125  | 111  | 123  | 90   | 71   | 42   | 65   | 61   | 56   | 50   |
|               | 1869 | 1890 | 1921 | 1950 | 1980 | 2001 | 2017 | 2019 | 2022 | 2024 |